# A doua bătălie de pe Bull Run
A doua bătălie de pe Bull Run sau a doua bătălie de la Manassas, cum a fost denumită în epocă de Confederație, s-a dat la 28–30 august 1862, și a făcut parte din Războiul Civil American. Ea a fost punctul culminant al unei campanii conduse de generalul confederat Robert E. Lee în fruntea Armatei Virginiei de Nord împotriva Armatei Virginiei condusă de general-maiorul unionist John Pope, și o bătălie mult mai mare în termeni de complexitate a operațiunilor și număr de combatanți decât prima bătălie de pe Bull Run din 1861 desfășurată în același loc.
În urma unui lung marș de flancare, general-maiorul confederat Thomas J. "Stonewall" Jackson a capturat un depozit unionist de provizii aflat la nodul de cale ferată Manassas⁠(d), amenințând liniile de comunicație ale lui Pope cu Washington, D.C. Retrăgându-se câțiva kilometri spre nord-vest, Jackson a ocupat poziții defensive pe Stony Ridge. La 28 august 1862, Jackson a atacat o coloană unionistă la est de Gainesville, la Ferma lui Brawner, luptă încheiată nedecis. În aceeași zi, aripa armatei lui Lee condusă de gen.-mr. James Longstreet a învins o opoziție slabă a unioniștilor în bătălia de la Thoroughfare și s-a apropiat de zona bătăliei.
Pope s-a convins că îl prinsese pe Jackson și a concentrat grosul armatei împotriva sa. În ziua de 29 august, Pope a lansat o serie de atacuri împotriva poziției lui Jackson de-a lungul unui terasament de cale ferată neterminat. Atacurile au fost respinse cu pierderi grele de ambele părți. La orele prânzului, Longstreet a sosit dinspre Thoroughfare Gap și a ocupat pozițiile de pe flancul drept al lui Jackson. La 30 august, Pope a reluat atacurile, aparent fără să știe că pe câmpul de luptă venise și Longstreet. Când artileria confederată a devastat un asalt unionist al Corpului V condus de gen.-mr. Fitz John Porter⁠(d), aripa lui Longstreet de 25.000 de oameni în cinci divizii a contraatacat în ceea ce a devenit cel mai mare asalt simultan al războiului. Flancul stâng al Uniunii a fost zdrobit și armata a fost împinsă înapoi pe Bull Run. Doar o acțiune eficientă a ariergardei Uniunii a împiedicat repetarea dezastrului de la prima bătălie de la Manassas. Retragerea lui Pope spre Centreville⁠(d) a fost totuși una precipitată.